# Neopanorpa pielina
Neopanorpa pielina är en näbbsländeart som beskrevs av Navás 1936. Neopanorpa pielina ingår i släktet Neopanorpa och familjen skorpionsländor. Inga underarter finns listade i Catalogue of Life.